# Санчес, Стейси
Сте́йси Эли́забет Са́нчес (англ. Stacy Elizabeth Sanches; род. 4 сентября 1973, Даллас, Техас, США) — американская актриса и фотомодель. Была Playmate месяца мужского журнала «Playboy» в марте 1995 года и его Playmate года в 1996 году. В июне 1996 года была выбрана Playmate немецкого «Playboy».
Её старшая сестра — Ким Санчес (род. 1969), также модель.
Есть дочь.

## Избранная фильмография
| Год  |   | Русское название | Оригинальное название | Роль                     |
| ---- | - | ---------------- | --------------------- | ------------------------ |
| 1981 | с | Даллас           | Dallas                | имя персонажа неизвестно |